# Krystyna Janda

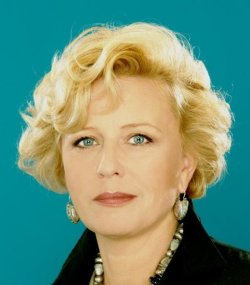
Krystyna Janda (2008)

Krystyna Jolanta Janda (* 18. Dezember 1952 in Starachowice) ist eine polnische Schauspielerin, Sängerin und Schriftstellerin.

## Leben
Krystyna Janda gilt als die erste Dame des polnischen Theaters und Films. Nach Beendigung ihres Studiums an der Staatlichen Warschauer Schauspielschule PWST 1975 begann ihre langjährige Zusammenarbeit mit dem Warschauer Theater Teatr Ateneum. Sie debütierte im Theater in der Rolle des Dorian Gray in Das Bildnis des Dorian Gray. Bereits 1977 debütierte sie in Andrzej Wajdas Film Der Mann aus Marmor und hatte mit dieser Hauptrolle sogleich internationalen Erfolg. 1978 erhielt sie den Cybulski-Preis als beste Nachwuchsdarstellerin. Gerade die Filme mit Wajda boten ihr die Chance, über die Grenzen Polens hinaus bekannt zu werden und für europäische Produktionen ins Ausland verpflichtet zu werden. Herausragendes Beispiel ist der Film Mephisto von István Szabó, wo sie an der Seite von Klaus Maria Brandauer brilliert.
Höhepunkt ihrer Laufbahn war der Darstellerpreis bei den Filmfestspielen in Cannes 1990. Sie erhielt ihn für den bereits 1982 gedrehten, politisch hochbrisanten Film Verhör einer Frau, in dem sie eine aus politischen Gründen Inhaftierte in der stalinistischen Phase zu Beginn der kommunistischen Herrschaft spielt. Der Film war zunächst verboten und wurde erst 1989 uraufgeführt.
Auch bei der Berlinale war Krystyna Janda regelmäßiger Gast, so mit den Filmen Der Dirigent oder Ein kurzer Film über das Töten von Krzysztof Kieślowski. In San Sebastián hat sie die Silberne Muschel für Zwolnieni z życia von Waldemar Krzystek gewonnen. Sie spielt meist starke Frauen mit einem reichen Innenleben. Im Theater hat sie ca. 60 Rollen gespielt. Sie hat Erfolg in allen Theater-Genres. Ihr größter Erfolg war ihre Rolle in Medea von Euripides. Die Hauptrolle in Shirley Valentine und Educating Rita hat sie über 400-mal gespielt. Sie hat über 50 Rollen in TV-Theater und über 45 in Filmen gespielt. Sie war Lieblingsschauspielerin von Andrzej Wajda. Ihre „Sto twarzy Krystyny Jandy“ war die größte Theater-Tour in der Geschichte des polnischen Theaters. Seit den 1990er Jahren beschäftigt sie sich mit Regie in Theater und Fernsehen. Sie hat in dem Film Pestka, der auf dem Kultroman über die Liebe von Anna Kowalska basiert, Regie geführt. Kritiker halten ihn für einen der besten Debütfilme. 2005 etablierte sie eines der ersten polnischen Privattheater, „Teatr Polonia“.
Mit dem Schauspieler Andrzej Seweryn hat sie die Tochter Maria Seweryn, welche mittlerweile auch als Schauspielerin arbeitet.
Krystyna Janda war mit dem Kameramann Edward Kłosiński verheiratet und ist Mutter zweier Söhne. 2006 erhielt sie die Karlsmedaille für europäische Medien. Sie ist Autorin von fünf Büchern und schreibt Feuilletons für Zeitschriften.
Im Dezember 2012 erschien bei Moonblinx Publishing das Buch „Edward Hartwig – Poetic Rebel“ (ISBN 9783941614062) herausgegeben von Sebastian Gaiser & Karoline von Roques. Der Titel des Buches zeigt Krystyna Janda fotografiert von Edward Hartwig. Ein Interview mit Krystyna Janda begleitet den Band.

### Kritik
Bereits 2020 ließ sie sich regelwidrig eine Covid-19-Schutzimpfung verabreichen, was von Seiten des polnischen Gesundheitsministers kritisiert wurde.

## Filmografie (Auswahl)
- 1977: Der Mann aus Marmor (Człowiek z marmuru)
- 1977: Der silberne Planet (Na Srebrnym Globie), Regie: Andrzej Żuławski
- 1978: Ohne Betäubung (Bez znieczulenia)
- 1980: Der Dirigent (Dyrygent)
- 1980: Der grüne Vogel
- 1981: Mephisto
- 1981: Der Mann aus Eisen (Człowiek z żelaza)
- 1982: Verhör einer Frau (Przesłuchanie)
- 1982: Der Maulwurf (Espion, lève-toi)
- 1983: Bella Donna
- 1984: Eine blaßblaue Frauenschrift
- 1984: Glut, Regie: Thomas Koerfer
- 1985: Der Bulle und das Mädchen
- 1985: Kochankowie mojej mamy, Regie: Radosław Piwowarski
- 1986: Laputa, Regie: Helma Sanders-Brahms
- 1988: Dekalog, Zwei (Dekalog, dwa)
- 1988: Ein kurzer Film über das Töten (Krótki film o zabijaniu)
- 1988: Wilder Westen inclusive
- 1989: Liebesfesseln (Stan posiadania), Regie: Krzysztof Zanussi
- 1991: Kuchnia polska, Regie: Jacek Bromski
- 1993: Der große Bellheim
- 1995: Tato, Regie: Maciej Slesicki
- 2000: Życie jako śmiertelna choroba przenoszona drogą płciową, Regie: Krzysztof Zanussi
- 2001: Weiser
- 2001: Przedwiośnie, Regie: Filip Bajon
- 2005: Unkenrufe – Zeit der Versöhnung
- 2005: Parę osób, mały czas, Regie: Andrzej Barański
- 2009: Der Kalmus (Tatarak)
- 2009: Rewers
- 2011: Das bessere Leben (Elles)

### Serien (Auswahl)
- 1989: Modrzejewska, Regie: Jan Łomnicki
- 2003/2004: Męskie-żeńskie, Regie: Krystyna Janda

## Wichtige Theaterarbeiten
- 1977 – Die Möwe von Anton P. Tschechow am Theater Ateneum in Warschau – Regie: Janusz Warmiński
- 1987 – Biała bluzka von Agnieszka Osiecka am Theater Studio in Warschau – Regie: Magda Umer
- 1988 – Fräulein Julie von August Strindberg am Theater Powszechny – Regie: Andrzej Wajda
- 1988 – Medea von Euripides am Theater Powszechny – Regie: Zygmunt Hubner
- 1990 – Shirley Valentine von Willy Russell am Theater Powszechny – Regie: Maciej Wojtyszko
- 1992 – Die Katze auf dem heißen Blechdach von Tennessee Williams am Theater Powszechny – Regie: Andrzej Rozhin
- 1992 – Der Tod und das Mädchen von Ariel Dorfman am Theater Studio in Warschau – Regie: Jerzy Skolimowski
- 1996 – Macbeth von William Shakespeare am Theater Powszechny – Regie: Mariusz Treliński
- 1997 – Maria Callas – Gesangsstunde von Terrence McNally am Theater Powszechny – Regie: Andrzej Domalik
- 1998 – Phaedra von Jean Racine am Theater Powszechny – Regie: Laco Adamik
- 2001 – Spoonface Steinberg von Lee Hall am Theater Studio – Regie: Krystyna Janda
- 2002 – Wer hat Angst vor Virginia Woolf? von Edward Albee am Theater Powszechny – Regie: Władysław Pasikowski
- 2007 – Glorious! von Peter Quilter am Theater Polonia – Regie: Andrzej Domagalik

## Erzählerisches Werk, Essays
- 1998 – Gwiazdy mają czerwone pazury
- 2000 – Moja droga B.
- 2002 – Różowe tabletki na uspokojenie
- 2002 – www.małpa.pl
- 2005 – www.małpa2.pl
- 2008 – Moje rozmowy z dziećmi